# Penicillium glabrum
Penicíllium glábrum (лат.) — вид несовершенных грибов (телеоморфная стадия неизвестна), относящийся к роду Пеницилл (Penicillium).
Распространённый вид, образующий быстрорастущие тёмно-зелёные колонии с одноярусными кисточками.

## Описание
Колонии на агаре Чапека быстрорастущие, за 7 дней достигают диаметра в 4—5 см, бархатистые. Спороношение тёмно-зелёное. Реверс жёлтый до жёлто-оранжевого; иногда выделяется бесцветный до коричневатого экссудат и жёлтый растворимый пигмент.
Конидиеносцы одноярусные, гладкостенные до едва шероховатых, 50—100 мкм длиной и 3—3,5 мкм толщиной, вздутые на верхушке. Фиалиды в пучках по 10—16, фляговидные, 8—12 × 3—3,5 мкм. Конидии шаровидные до почти шаровидных и широкоэллиптических, гладкие до едва шероховатых, 3—3,5 мкм в диаметре.

### Отличия от близких видов
Очень близок Penicillium frequentans, с которым ранее объединялся. Последний отличается жёлто-коричневым реверсом на CYA при 27—30 °C, в то время как у P. glabrum окраска реверса на этой среде бежево-коричневая, менее тёплых тонов. P. glabrum обычно несколько быстрее растёт на CYA при 30 °C. P. glabrum синтезирует цитромицетин, фульвовую кислоту, астерровую кислоту, бисдехлоргеодин, геодин, сулохрин.

## Экология и значение
Широко распространённый вид, распространённый в кислых почвах, на злаковых растениях и зерне, на пищевых продуктах.
Продуцент нефротоксина цитромицетина.

## Таксономия
Penicillium glabrum (Wehmer) Westling, Ark. Bot. 11 (1): 131 (1911). — Citromyces glaber Wehmer, Beitr. Kenntn. Einh. Pilze 1: 24 (1893).

### Синонимы
- Citromyces glaber Wehmer, 1893
- Citromyces pfefferianus Wehmer, 1893
- Penicillium aurantiobrunneum Dierckx, 1901
- Penicillium flavidorsum Biourge, 1923
- Penicillium fluitans Tiegs, 1919
- Penicillium oledzkii K.Zaleski, 1927
- Penicillium pfefferianum (Wehmer) Westling, 1911
- Penicillium spinuloramigenum Y.Sasaki ex C.Ramírez, 1982
- Penicillium terlikowskii K.Zaleski, 1927